# Stefan Silva
Maximiliano Stefan Silva Rojas, född 11 mars 1990 i Sundbybergs församling, är en svensk fotbollsspelare som spelar för Rinkeby United.

## Karriär
Silvas moderklubb är Rissne IF. Han spelade även för IF Brommapojkarna som junior. Mellan 2009 och 2013 spelade han för Akropolis IF. Silva är barndomskamrat med John Guidetti. 
I juni 2013 skrev Silva på för IK Sirius. I Sirius återförenades han med sin gamla tränare från Brommapojkarna, Kim Bergstrand.
I januari 2016 värvades Silva av GIF Sundsvall, där han skrev på ett tvåårskontrakt.  Under säsongen 2016 fanns flera klubbar intresserade av att köpa honom bl.a. Levski Sofia (BUL), Beitar Jerusalem (ISR), Hapoel Tel Aviv (ISR). I januari 2017 värvades Silva av italienska Palermo, där han skrev på ett kontrakt fram till sommaren 2021.
I januari 2018 värvades Silva av AIK, där han skrev på ett kontrakt fram till 2020. I juli 2019 gick Silva till turkiska Fatih Karagümrük på lån. Efter säsongen 2021 lämnade Silva AIK i samband med att hans kontrakt gick ut. Den 23 april 2022 blev Silva klar för Division 4-klubben Rinkeby United.